# Fem dockor i augustimånen
Fem dockor i augustimånen (italiensk titel: 5 bambole per la luna d'agosto) är en italiensk film från filmåret 1970 av regissören Mario Bava med William Berger, Edwige Fenech och Ira von Fürstenberg i huvudrollerna.

## Handling
Ett sällskap på åtta personer har samlats i affärsmannen George Starks flotta semestervilla på en isolerad medelhavsö för att ha semester. En av gästerna är vetenskapsmannen Fritz Farrel som har tagit fram en hemlig kemisk formel som skulle kunna inbringa stora pengar och som flera av företagarna slåss om att få köpa. Men affärsdiskussionerna känns plötsligt oväsentliga när besökarna börjar dö, en efter en, mördade på de mest bestialiska sätt. Ingen vet vem mördaren är och skräcken växer för varje mord, speciellt som man tvingas hänga in de döda i husets kylrum. Och vem är tonårsflickan Isabel som springer runt på ön och som inte verkar tillhöra sällskapet?

## Om filmen
Filmen har getts ut på VHS i Sverige med titeln 5 dockor i augustimånen.

## Rollista
- William Berger - professor Fritz Farrel
- Ira von Fürstenberg - Trudy Farrel
- Edwige Fenech - Marie Chaney
- Howard Ross - Jack Davidson
- Helena Ronee - Peggy Davidson
- Teodoro Corrà - George Stark
- Edith Meloni - Jill Stark
- Ely Galleani - Isabel
- Maurice Poli - Nick Chaney